# Anushka Shetty
Pour les articles homonymes, voir Shetty.
Anushka Shetty (ಅನುಷ್ಕ ಶೆಟ್ಟಿ) de son vrai nom Sweety Shetty  (née le 7 novembre 1980 à Mangalore) est une actrice et mannequin indienne qui travaille principalement dans les industries du cinéma télougou et tamoul. Elle a reçu plusieurs distinctions, dont trois prix CineMAA, deux prix Nandi, et trois prix Filmfare. Anushka est l'une des actrices les mieux payées de l'Inde.
Elle a fait ses débuts d'actrice avec le film 2005 Télougou, Super. L'année suivante, elle a joué dans Vikramarkudu de S. S. Rajamouli, qui est devenu un succès commercial majeur. Ses sorties ultérieures Lakshyam (2007) et Souryam (2008), et Chintakayala Ravi (2008) ont également été des succès au box-office. En 2009, Shetty a joué un double rôle dans la fantaisie sombre Arundhati, qui lui a valu des éloges de la critique et plusieurs récompenses, dont son premier Filmfare Award de la meilleure actrice - Télougou, Nandi Award, Cinemaa Award de la meilleure actrice. L'année suivante, Vedam (2010) lui a valu un deuxième prix de la meilleure actrice consécutive de Filmfare et le prix CineMaa. Après le succès d'une série de films, elle s'est imposée comme l'une des principales actrices du cinéma Télougou.
Dans les années 2010, Shetty a également connu le succès dans le cinéma tamoul avec des rôles principaux dans des films d'action tels que Vettaikaran (2009), Singam (2010), Singam 2 (2013), Yennai Arindhaal (2015) et Singam 3 (2017).
Elle a continué à faire l'éloge de la critique avec ses performances principales dans Vaanam (2011), Deiva Thirumagal (2011) et Inji Iduppazhagi (2015).
Elle a dépeint la reine titulaire dans la fiction historique épique Rudramadevi de 2015, qui lui a valu le troisième prix Filmfare de la meilleure actrice - Téloougou. La représentation de  la princesse dans la série Baahubali (2015-2017) a été largement saluée. Sa suite The Conclusion en a également fait l'actrice la mieux payée du sud du cinéma indien.

## Biographie
Né à Mangalore, Karnataka, Anushka est une ethnie Tuluva issue de la famille débarquée Bellipady Uramalu Guthu. Ses parents sont Prafulla et A.N. Vittal Shetty. Elle a deux frères Gunaranjan Shetty et Sai Ramesh Shetty qui est chirurgien esthétique. Anushka a fait sa scolarité à Bangalore et son baccalauréat en applications informatiques au Mount Carmel College. Elle était également instructrice de yoga, formée par Bharat Thakur.

## Filmographie
| Année | Film                        | Rôle(s)                     | Langue(s) | Notes                                                       |
| ----- | --------------------------- | --------------------------- | --------- | ----------------------------------------------------------- |
| 2005  | Super                       | Sasha                       | Télougou  |                                                             |
| 2005  | Mahanandi                   | Nandini                     | Télougou  |                                                             |
| 2006  | Vikramarkudu                | Neeraja Goswami             | Télougou  |                                                             |
| 2006  | Astram                      | Anusha                      | Télougou  |                                                             |
| 2006  | Rendu                       | Jothy                       | Tamoul    |                                                             |
| 2006  | Stalin                      | —                           | Télougou  | Apparence spéciale dans la chanson "I Wanna Spider Man"     |
| 2007  | Lakshyam                    | Indu                        | Télougou  |                                                             |
| 2007  | Don                         | Priya                       | Télougou  |                                                             |
| 2008  | Okka Magaadu                | Bhavani                     | Télougou  |                                                             |
| 2008  | Swagatam                    | Sailaja (Sailu)             | Télougou  |                                                             |
| 2008  | Baladur                     | Bhanu                       | Télougou  |                                                             |
| 2008  | Souryam                     | Shweta                      | Télougou  |                                                             |
| 2008  | Chintakayala Ravi           | Sunita                      | Télougou  |                                                             |
| 2008  | King                        | —                           | Télougou  | Apparence spéciale dans la chanson "Nuvvu Ready Nenu Ready" |
| 2009  | Arundhati                   | Arundhati / Jejamma         | Télougou  |                                                             |
| 2009  | Billa                       | Maya                        | Télougou  |                                                             |
| 2009  | Vettaikaaran                | Susheela                    | Tamoul    |                                                             |
| 2010  | Kedi                        | —                           | Télougou  | Apparence spéciale dans la chanson "Kedigaadu"              |
| 2010  | Singam                      | Kavya Mahalingam            | Tamoul    |                                                             |
| 2010  | Vedam                       | Saroja                      | Télougou  |                                                             |
| 2010  | Panchakshari                | Panchakshari / Honey        | Télougou  |                                                             |
| 2010  | Khaleja                     | Subashini                   | Télougou  |                                                             |
| 2010  | Thakita Thakita             | Herself                     | Télougou  | Caméo apparence                                             |
| 2010  | Nagavalli                   | Chandramukhi (Nagavalli)    | Télougou  |                                                             |
| 2010  | Ragada                      | Sirisha                     | Télougou  |                                                             |
| 2011  | Vaanam                      | Saroja                      | Tamoul    |                                                             |
| 2011  | Deiva Thirumagal            | Anuradha Raghunathan        | Tamoul    |                                                             |
| 2012  | Saguni                      | Inspectrice Anushka         | Tamoul    | Caméo apparence                                             |
| 2012  | Thaandavam                  | Meenakshi                   | Tamoul    |                                                             |
| 2012  | Damarukam                   | Maheshwari                  | Télougou  |                                                             |
| 2013  | Alex Pandian                | Divya                       | Tamoul    |                                                             |
| 2013  | Mirchi                      | Vennela                     | Télougou  |                                                             |
| 2013  | Singam II                   | Kavya Mahalingam            | Tamoul    |                                                             |
| 2013  | Irandaam Ulagam             | Ramya / Varna / Unnamed     | Tamoul    |                                                             |
| 2014  | Lingaa                      | Lakshmi                     | Tamoul    |                                                             |
| 2015  | Yennai Arindhaal            | Thenmozhi                   | Tamoul    |                                                             |
| 2015  | Baahubali: The Beginning    | Devasena                    | Télougou  |                                                             |
| 2015  | Baahubali: The Beginning    | Thevasenai                  | Tamoul    |                                                             |
| 2015  | Rudhramadevi                | Rudhramadevi                | Télougou  |                                                             |
| 2015  | Size Zero                   | Soundarya (Sweety)          | Télougou  |                                                             |
| 2015  | Inji Iduppazhagi            | Soundarya (Sweety)          | Tamoul    |                                                             |
| 2016  | Soggade Chinni Nayana       | Krishna Kumari              | Télougou  | Caméo apparence                                             |
| 2016  | Oopiri                      | Nandini                     | Télougou  | Caméo apparence                                             |
| 2016  | Thozha                      | Nandini                     | Tamoul    | Caméo apparence                                             |
| 2017  | Si3                         | Kavya Mahalingam            | Tamoul    |                                                             |
| 2017  | Om Namo Venkatesaya         | Krishnamma                  | Télougou  |                                                             |
| 2017  | Baahubali 2: The Conclusion | Devasena                    | Télougou  |                                                             |
| 2017  | Baahubali 2: The Conclusion | Thevasenai                  | Tamoul    |                                                             |
| 2018  | Bhaagamathie                | Bhaagamathie / Chanchala    | Télougou  |                                                             |
| 2018  | Bhaagamathie                | Bhaagamathie / Sanchala     | Tamoul    |                                                             |
| 2019  | Sye Raa Narasimha Reddy     | Jhansi Maharani Lakshmi Bai | Télougou  | Caméo apparence                                             |
| 2020  | Nishabdham                  | Sakshi                      | Télougou  |                                                             |
| 2020  | Silence                     | Sakshi                      | Tamoul    |                                                             |

## Nominations et récompenses
| Année | Catégorie                                        | Récompense                                              | Film                        |
| ----- | ------------------------------------------------ | ------------------------------------------------------- | --------------------------- |
| 2009  | Prix Filmfare de la meilleure actrice - Télougou | Filmfare Awards South                                   | Arundhati                   |
| 2009  | Prix spécial du jury Nandi                       | Nandi Awards                                            | Arundhati                   |
| 2009  | Prix CineMAA de la meilleure actrice             | CineMAA Awards                                          | Arundhati                   |
| 2009  | Prix Ugadi de la meilleure actrice               | Gemini Ugadi Awards                                     | Arundhati                   |
| 2009  | Prix de la meilleure actrice de Santosham        | Santosham Film Awards                                   | Arundhati                   |
| 2009  | Prix South Scope Cine de la meilleure actrice    | South Scope Cine Awards                                 | Arundhati                   |
| 2009  | Prix du film Vamsee de la meilleure actrice      | Vamsee Film Awards                                      | Arundhati                   |
| 2009  | Prix Vijay pour l'héroïne préférée               | Vijay Awards                                            | Vettaikaran                 |
| 2010  | Prix Filmfare de la meilleure actrice - Télougou | Filmfare Awards South                                   | Vedham                      |
| 2010  | Prix CineMAA de la meilleure actrice (jury)      | CineMAA Awards                                          | Vedham                      |
| 2010  | Prix de la meilleure actrice de Santosham        | Santosham Film Awards                                   | Vedham                      |
| 2010  | Vamsee Film Award de la meilleure actrice        | Vamsee Film Awards                                      | Vedham                      |
| 2011  | Prix Jaya de la meilleure actrice                | Jaya Awards                                             | Deiva Thirumagal            |
| 2012  | Prix de la meilleure héroïne                     | T. Subbarami Reddy's Lalitha Kala Parishath -Tv9 Awards | Dhamarukam                  |
| 2015  | Prix Ugadi de la meilleure actrice               | Ugadi Awards                                            | Rudhramadevi                |
| 2015  | Meilleure actrice                                | Apsara Awards                                           | Rudhramadevi                |
| 2015  | Artiste de l'année                               | Apsara Awards                                           | Rudhramadevi                |
| 2015  | Prix CineMAA de la meilleure actrice             | CineMAA Awards                                          | Rudhramadevi                |
| 2015  | Meilleure actrice                                | Bharatamuni Awards                                      | Rudhramadevi                |
| 2015  | Meilleure actrice - Choix des critiques          | SIIMA (South Indian International Movie Awards)         | Rudhramadevi                |
| 2015  | Prix Filmfare de la meilleure actrice - Télougou | Filmfare Awards South                                   | Rudhramadevi                |
| 2015  | Prix de la meilleure actrice de Santosham        | Santosham Film Awards                                   | Rudhramadevi                |
| 2016  | Meilleure actrice                                | Nandi Awards                                            | Size Zero                   |
| 2017  | Meilleure actrice                                | Prix de l'association Cinegoers                         | Baahubali 2: The Conclusion |
| 2017  | Meilleur rôle d'actrice principale               | Médailles d'or de Behindwoods                           | Baahubali 2: The Conclusion |
| 2019  | Meilleure actrice                                | Prix DadaSaheb Phalke Sud                               | Bhaagamathie                |